# Peralba
Peralba o també Perauba és un despoblat del municipi de Vilanova de Meià, a la Noguera.
L'església de Santa Magdalena, seu parroquial, depenia de la de Rúbies (al municipi de Camarasa). El 1970 tenia 43 habitants però avui en dia no hi viu ningú. Formà part de Priorat de Meià i de l'antic municipi de Santa Maria de Meià.